# Scinax kautskyi
Scinax kautskyi är en groddjursart som först beskrevs av Carvalho e Silva och Peixoto 1991.  Scinax kautskyi ingår i släktet Scinax och familjen lövgrodor. IUCN kategoriserar arten globalt som otillräckligt studerad. Inga underarter finns listade i Catalogue of Life.